# Franklin Simon & Co.
Franklin Simon & Co. was een in New York gevestigde warenhuisketen die gespecialiseerd was in damesmode en meubels. De winkel was opgezet als een verzameling speciaalzaken in plaats van een traditionele Amerikaanse textielwinkels. Elke "winkel" had een speciale productlijn, zoals confectiekleding voor dames, juffrouwen, meisjes, jongens, mannen, jonge mannen en baby's. Toen de keten in 1979 sloot, waren er 42 winkels.

## Geschiedenis
De keten werd in februari 1902 opgericht als Franklin Simon Specialty Shops door Franklin Simon (1865-1934) en zijn zakenpartner Herman A. Flurscheim. Na de door van Franklin Simon in 1934 werd Leroy C. Palmer president van het bedrijf en Benjamin Goldstein was bedrijfsleider van Franklin Simon tot 1963. Het concept van de winkel was om veel van zijn uit Europa geïmporteerde artikelen zo voordelig mogelijk te verkopen, indien mogelijk, tegen prijzen als binnenlandse producten.
In 1936 werd de warenhuisketen van de familie Simon gekocht door Atlas Corporation voor $ 2 miljoen. In 1945 werd Franklin Simon & Co. overgenomen door City Stores Company uit Philadelphia. Oppenheim Collins & Company, Inc. fuseerde met Franklin Simon, maar de twee ketens bleven opereren onder afzonderlijke handelsnamen en als afzonderlijke divisies onder de nieuw gevormde City Specialty Stores. In 1961/1962 veranderde City Stores de naam van de Oppenheim Collins & Co.-winkels in Franklin Simon. City Stores vroeg in juli 1979 het faillissement aan. In het kader van het reorganisatieplan sloot City Stores de 42 Franklin Simon-winkels.
In 1993 gaf Dover Books on Costume de "Franklin Simon Fashion Catalogus for 1923" opnieuw uit.

## Vlaggenschipwinkel
De hoofdwinkel werd opgericht in 1903, op de hoek van 414 Fifth Avenue en 38th Street in het voormalige huis van Carrie Schermerhorn Astor, de zus van John Jacob Astor, en haar echtgenoot Marshall Orme Wilson Het was de eerste grote Fifth Avenue-winkel boven 34th Street. De winkel sloot zijn deuren in 1977. Op de hoek van 19th Street en Broadway werd tussen 1868 en 1877 een gebouw met een oppervlakte van 26.000 m² gebouwd voor Arnold Constable Dry Goods Store. Dit werd later de vlaggenschipwinkel voor Franklin Simon en voor W. & J. Sloane, een andere dochteronderneming van City Stores.

## Filialen
In 1932 opende Franklin Simon & Co. zijn eerste filiaal in Greenwich, Connecticut  Andere vroege vestigingen waren in Westport, Connecticut, aan de Boston Post Road, nabij de kruising van South Compo Road, en Manhasset, New York (op Long Island). Er waren ook winkels in het Highland Plaza-winkelcentrum in Memphis, TN, Green Acres Mall in Valley Stream, New York, het Cross County-winkelcentrum in Yonkers, New York, Central Avenue in East Orange, New Jersey en de Livingston Mall, in Livingston, New Jersey. Oprichter Franklin Simon exploiteerde in 1932 ook een resortwinkel in Palm Beach, Florida. Er waren ook filialen in de omgeving van Buffalo, New York. Winkels waren ook actief in het grotere gebied van Cleveland, aan de westkant en op Shaker Square. Toen de keten in 1979 sloot, waren er 42 winkels.